# کانگتو
کانگتو (به انگلیسی: Kangto) یک کوه در هند است که در آروناچال پرادش واقع شده‌است. کانگتو ۷٬۰۶۰ متر بالاتر از سطح دریا واقع شده‌است.